# Музей мордовской народной культуры
Музей мордовской народной культуры — филиал Мордовского республиканского музея изобразительных искусств им. С. Д. Эрьзи. Расположен в городе Саранск, столице Республики Мордовия.
Музей был открыт 6 октября 1999 года.
Располагается в здании, являющемся памятником городской архитектуры начала XX века, построенном ещё до Октябрьской революции. Во время Гражданской войны здесь располагался мобилизационный отдел 1-й армии (Восточный фронт РККА), затем в нём находились Дом союзов, больница, Верховный суд Мордовской АССР, правление Мордовского отделения общества «Знание», правление Союза писателей Мордовии, научно-реставрационная мастерская.
В фондах музея более 3,5 тысяч экспонатов: мордовская национальная одежда, бытовые предметы, сельскохозяйственные орудия, иконы, деревянные скульптуры, книги и фотографии. Имеется несколько тематических залов, в которых посетители могут посмотреть экспонаты, посвящённые сезонным обрядам мордвы, мордовским праздникам, свадебным обычаям, быту мордовских женщин, жизни и воспитанию детей в мордовском селе. В выставочном зале музея регулярно проходят выставки творчества мордовских художников и изделий народного промысла.